# Städtisches Gymnasium Eschweiler
Das Städtische Gymnasium Eschweiler ist ein Gymnasium in Eschweiler (Nordrhein-Westfalen) mit bilingualem Zweig Englisch.
1848 als Rektoratsschule gegründet entwickelte sie sich 1879 zum Progymnasium. 1902 wurde sie schließlich ein vollwertiges Gymnasium, an dem 1905 die ersten Abiturprüfungen abgelegt wurden.
Das Gebäude wurde 1986 in die Baudenkmalliste der Stadt Eschweiler als Nr. 29 aufgenommen.

## Geschichte

### Anfänge als Rektoratsschule
Im Revolutionsjahr 1848 gründete Dechant Matthias Deckers in Eschweiler eine Rektoratsschule für Jungen. Der Gemeinderat zeigte jedoch anfangs eine ablehnende Haltung gegenüber der neuen Schule, die erst 1853 als höhere Rektoratsschule von der preußischen Verwaltung anerkannt wurde.
Vor der Trägerschaft durch die Stadt Eschweiler im Jahr 1858 wurde die Schule nur von Schulgeldern und Spenden finanziert.
Der Unterricht der 40 bis 45 Schüler wurde in dieser Zeit in zwei Räumen eines angemieteten Hauses durchgeführt.
1859 zog die Schule in das Nebengebäude der Eschweiler Burg um, welches zuvor als Wagenschuppen gedient hatte.
Ein Jahr später übernahm der erst 23-jährige Peter Liesen das Amt des Schulrektors.

### Der Weg zum Vollgymnasium
Der Umzug 1878 brachte den mittlerweile über 200 Schülern ein neues Schulgebäude mit 21 Räumen, einer Aula und einem Glockentürmchen in der Eschweiler Grabenstraße.
1879 wurde die Schule offiziell als Progymnasium anerkannt. Die Schüler konnten ab jetzt durch eine Abschlussprüfung die Qualifizierung zur Prima eines Vollgymnasiums erlangen.
Durch eine Schülerzahl von 199 war das Progymnasium Eschweiler im Jahr 1885 das größte in der preußischen Rheinprovinz.
Das Schulgebäude wurde 1891 durch eine Turnhalle erweitert.
1900 entschloss der Stadtrat die Umwandlung des Progymnasiums in ein Vollgymnasium.
Im Jahr 1902 ging eine Ära zu Ende, als Peter Liesen nach 42 Jahren als Schuldirektor durch eine drei Tage anhaltende Feier in den Ruhestand entlassen wurde.
1905 absolvierten die ersten 15 Abiturienten das erste Abitur im damaligen Landkreis Aachen am Städtischen Gymnasium Eschweiler.

### Realgymnasium und Erster Weltkrieg
Gleichzeitig wurde an das humanistische Gymnasium eine lateinlose Realschule angegliedert, womit die Schule nun 3 Schulzweige ermöglichte:
- Progymnasium
- Gymnasium
- Realschule

Dadurch stieg die Schülerzahl auf über 400 an.
Durch den Beschluss des Eschweiler Stadtrates von 1908 wurden Gymnasium und Realschule jedoch wieder voneinander getrennt.
Die Realschule zog daraufhin im Jahre 1912 in das neu errichtete Gebäude an der Peter-Paul-Straße, welches heute das Hauptgebäude des Gymnasiums ist.
Die wirtschaftlichen Verhältnisse während des Ersten Weltkrieges führten zur erneuten Zusammenlegung der beiden Schulen an der Peter-Paul-Straße im Jahr 1916. Es entstand das sogenannte Realgymnasium. Das alte Schulgebäude an der Grabenstraße wurde von nun als Rathaus von Eschweiler benutzt.

### Weimarer Republik und Nationalsozialismus
1922 beherbergte das Realgymnasium vier Schulzweige, das
- Humanistische Gymnasium
- Reform-Realgymnasium (mit Französisch als Anfangssprache)
- Realgymnasium (mit Latein als Anfangssprache)
- Realschule (ohne Latein).

Einer Statistik von 1936 zufolge gehörten 97 % aller Schüler einem nationalsozialistischen Verein an.
1937 wurde das Realgymnasium zur „Deutschen Oberschule“ mit sprachlichem und naturwissenschaftlichem Zweig. Gleichzeitig wurde die Oberprima (heute 13. Jahrgangsstufe) abgeschafft.

### Die Schule in der Bundesrepublik Deutschland
Die Zeit des Nationalsozialismus und des Zweiten Weltkriegs waren nicht spurlos an der Schule vorbeigegangen. Es waren durch Luftangriffe nur noch fünf Räume nutzbar und auch die Mehrzahl der Lehrer wurde auf Grund ihrer nationalsozialistischen Vergangenheit von der Militärregierung für nicht unterrichtstauglich befunden. Trotzdem wurde der Unterricht 1946 wieder aufgenommen.
Jedoch konnte er erst ab 1949 am nun mathematisch-naturwissenschaftlichen Gymnasium mit Anfangsfremdsprache Latein der Unterricht mit voller Stundenzahl fortgesetzt werden.
1957 erfolgte die Trennung von Gymnasium und Realschule. Die Realschule zog gegenüber in das Kolpinghaus, später wurde ein neues Gebäude am Patternhof errichtet (heute Städtische Realschule Patternhof). Am Gymnasium, welches Ende der 1950er das kleinste im Rheinland war, wurde indes Englisch als Anfangsfremdsprache eingeführt.
1968 wurde das Schulgebäude um einen Anbau erweitert und der Altbau umgebaut.
Ab 1975 dürfen auch Mädchen das Städtische Gymnasium besuchen.
Im Jahre 1977 wurde das erste Abitur im neuen Kurssystem der reformierten gymnasialen Oberstufe abgelegt.
Durch steigende Schülerzahlen wurde ein Teil des Unterrichtes in das Gebäude der ehemaligen Hauptschule auf der Eichendorffstraße in Eschweiler verlegt.
Ab 1990 wurde den Schülern ein bilingualer Zweig Englisch angeboten (Zusätzlicher Englischunterricht, sowie Erdkunde, Politik und Geschichte in englischer Sprache).
Seitdem fanden zudem regelmäßig Veranstaltungen in Musical-Form statt.
1996 wurde wegen stetig steigender Schülerzahl das ehemalige Kasernengebäude an der Gartenstraße renoviert und als Nebengebäude mit weiteren Unterrichtsräumen genutzt. Zugleich wurde das Hauptgebäude saniert. Das Gebäude an der Eichendorffstraße wurde aufgegeben.
2001 war der Anfang einer Zusammenarbeit mit der Bischöfliche Liebfrauenschule (Gymnasium in Eschweiler). Der 1968 errichtete Anbau wurde im gleichen Jahr durch eine weitere Etage um fünf Räume und ein zusätzliches Treppenhaus ergänzt.

## Statistik

Entwicklung der Schülerzahl am Städtischen Gymnasium Eschweiler

Entwicklung der Lehrerzahl am Städtischen Gymnasium Eschweiler

| Jahr      | Anzahl Schüler                                 |
| --------- | ---------------------------------------------- |
| 1850      | 40 – 45                                        |
| 1865      | 118                                            |
| 1873      | über 100                                       |
| 1875      | 210                                            |
| 1878      | über 200                                       |
| 1885      | 199                                            |
| 1895      | 173                                            |
| 1902      | 252                                            |
| 1905      | über 400                                       |
| 1925      | 315                                            |
| 1955      | 334                                            |
| 1975      | über 500                                       |
| 2001      | 994                                            |
| 2005      | über 1000                                      |
| 2010      | 1152                                           |
| 2011      | 1147                                           |
| 2013/14   | 888                                            |
| 2014/15   | 814                                            |
| 2015/16   | 760 einschl. ca. 20 internationale Schüler     |
| 2016/17   | 716 einschl. 67 internationale Schüler         |
| 2020–2022 | ca. 900 einschl. ca. 90 internationale Schüler |

## Schulleiter
| Amtszeit       | Name                |
| -------------- | ------------------- |
| 1848–1860      | Matthias Deckers    |
| 1860–1902      | Peter Liesen        |
| 1902–1908      | Franz Cramer        |
| 1929–1933      | Franz Ewald         |
| 1933–1945      | Ludwig Klostermann  |
| 1962–1975      | Bernhard Mönnighoff |
| 1976–1997      | Hermann Venzky      |
| 1998–2010      | Ulrich Reinartz     |
| 2010–2014      | Friedhelm Mersch    |
| seit Nov. 2014 | Winfried Grunewald  |

## Kultur

### Musical-Aufführungen
Seit dem Jahr 1990 werden am Städtischen Gymnasium in regelmäßigen Abständen Musicals aufgeführt.
| Jahr | Aufführung                 |
| ---- | -------------------------- |
| 1990 | „Starlight Express“        |
| 1994 | „Das Phantom der Oper“     |
| 1996 | „Heut geh'n wir ins Maxim“ |
| 1997 | Grease                     |
| 2002 | „Viel Lärm um nichts“      |
| 2003 | „Saturday Nightfever“      |
| 2010 | „Highschool Musical Revue“ |
| 2013 | „Leben im All“             |
| 2014 | „Abgedreht“                |
| 2014 | „Hin und Weg“              |

## Personen, die in Verbindung zu dieser Schule stehen

### Ehemalige Schüler
- Joseph Breuer (1874–1953), deutscher Politiker
- Heinrich Müller-Miny (1900–1981), deutscher Geograph
- Johannes Bündgens (* 1956), deutscher Geistlicher
- Claus Killing-Günkel (* 1963), deutscher Lehrer und Interlinguist
- Arne Braun (* 1965), deutscher Journalist und politischer Beamter
- Thomas Kirn (* 1967), deutscher Physiker
- Nadine Leonhardt (* 1977), deutsche Politikerin und Bürgermeisterin
- Alexander Koll (* 1980), deutscher Schauspieler
- Sebastian Sturm (* 1980), deutscher Musiker

### Lehrkräfte
- Wilhelm Capitaine (1871–1948), deutscher Geistlicher, Schriftsteller und Lehrer
- Manfred Bierganz (1942–2000), deutscher Lehrer, Kommunalpolitiker und Historiker